# Sonata per violino e violoncello
La Sonata per violino e violoncello (Sonate pour violon et violoncelle) Op. 73 è una composizione di Maurice Ravel scritta fra il 1920 e il 1922. È dedicata a Claude Debussy, che era morto nel 1918.

## Storia
Reduce da un grave esaurimento che lo aveva colpito dopo la morte della madre nel 1917, Ravel si rifugiò a Lapras, località solitaria nell'Ardèche nel dicembre del 1919. Nella solitudine di questo luogo poco per volta ritrovò lo spirito e l'energia per tornare a comporre; scrisse così il poema coreografico La valse e subito dopo decise di rientrare a Parigi. Nell'aprile del 1920 iniziò la stesura di un duo per violino e violoncello e, contemporaneamente, quella di L'Enfant et les sortilèges.
Il 1º dicembre 1920 la Revue musicale, al suo esordio, decise di iniziare le pubblicazioni con un Tombeau de Debussy, numero speciale dedicato al compositore scomparso nel 1918. Henry Prunière, fondatore della rivista, riuscì a coinvolgere diversi compositori che dedicarono ognuno un brano allo scopo celebrativo, tra questi Igor' Stravinskij (Sinfonie di strumenti a fiato), Béla Bartók (Otto improvvisazioni su canti popolari ungheresi), e anche Paul Dukas, Eric Satie, Manuel de Falla e altri. Ravel per l'occasione consegnò il primo tempo del duo che aveva iniziato e non ancora terminato. Tutte queste composizioni furono eseguite il 24 gennaio 1921 in un concerto organizzato dalla Société Musicale Indépendante.

Nel frattempo Ravel si era stabilito in un villaggio a Montfort-l'Amaury, a 40 km. da Parigi, dove aveva acquistato uno chalet che chiamò Le Belvédère, sempre in cerca di tranquillità per poter scrivere. Qui, nel febbraio del 1922 terminò il duo che divenne con titolo definitivo la Sonata per violino e violoncello.
Il 6 aprile dello stesso anno, alla Salle Pleyel di Parigi, ebbe luogo la prima esecuzione pubblica della Sonata con la violinista Hélène Jourdan-Morhange, cara amica di Ravel, e il violoncellista Maurice Maréchal.
 
Il pubblico non gradì molto la composizione, rimanendo piuttosto perplesso a causa delle molte dissonanze. Ravel, che non era presente alla prima, difese in seguito i due esecutori che furono ingiustamente accusati dell'insuccesso della serata.
La composizione fu pubblicata dall'Editore Durand nel 1922 con la dedica "À la mémoire de Claude Debussy".

## Struttura e analisi
Il lavoro si compone di quattro movimenti.
1. Allegro (♩= 120) (La minore)
2. Très vif (♩‧ = 160) (La minore)
3. Lent (♩= 56) (La minore)
4. Vif, avec entrain (♩= 152) (Do maggiore)

"Credo che questa sonata segni una svolta nella evoluzione della mia carriera. La spoliazione vi è spinta all'estremo e comporta la rinuncia al fascino dell'armonia e in orientamento sempre più pronunciato in direzione della melodia"

Queste parole scritte da Ravel indicano come il musicista con questa composizione voglia rientrare in quella fase singolare della musica novecentesca, nata dopo la prima guerra mondiale, di rinuncia alle grandi compagini e a importanti composizioni. Già Igor' Stravinskij aveva iniziato a scrivere per ridotti complessi strumentali, fatto dovuto inizialmente alle ristrettezze economiche imposte dal conflitto; a lui seguirono altri musicisti, spesso con opere di breve durata. Anche se l'Enfant et les sortilèges e La valse prevedevano ancora l'impiego di grandi orchestre, con la Sonata per violino e violoncello, poi con Tzigane per violino e pianoforte e con la Sonata n. 2 per violino e pianoforte, Ravel sembrerebbe voler abbracciare questo nuovo corso. Questi lavori sono infatti pagine brevi e per pochi esecutori e creano un distacco con le opere di più ampio respiro precedenti

Dalle parole del musicista si intende inoltre come egli abbia spostato totalmente il suo interesse dal campo armonico a quello della semplicità della melodia.
Nel primo movimento, Allegro, la rinuncia al "fascino dell'armonia" è già evidente. La partitura si apre con il violino che esegue un arpeggio dove sono ripetute per ben otto volte le note di due triadi. La monotonia degli arpeggi non prevale comunque sulla cantabilità del tema iniziale del violino, seguito a breve dal violoncello con una sua melodia. Ravel non voleva che la parte del violino fosse prevalente e che quindi il ruolo del violoncello risultasse solo di accompagnamento, infatti i due motivi iniziali si intrecciano e si sovrappongono, quasi fossero intercambiabili. Il primo e secondo tema si ripresentano con disegni cromatici e sempre inseriti in una complessa scrittura contrappuntistica.

Il secondo movimento, Très vif, consiste in uno Scherzo in cui ritornano i giochi di triadi del primo tempo accompagnati da energici pizzicati che portano il pezzo a un impatto sonoro di tale urto da accostarsi alla musica espressionista; il movimento, sotto molti aspetti, si avvicina al mondo timbrico di Béla Bartók, avvalorato dalle fugaci citazioni di ispirazione gitana che preannunciano la partitura di Tzigane.

Il terzo tempo, Lent, inizia con una tranquilla melodia esposta dal violoncello nelle note gravi e che ricorda la Passacaglia del Trio; la melodia viene poi ripresa dal violino sulla quarta corda e prosegue con sensazioni malinconiche finché non viene introdotto un ostinato, sempre del violino, a cui fa eco la voce del violoncello in modo apertamente dissonante. La calma iniziale muta quindi in una scrittura ardua e spigolosa, ricca di cromatismi, per poi ritornare quieta nel finale con sonorità attutite dalla sordina.

Il finale, Vif, avec entrein, è in forma di Rondò ed è come un compendio dei movimenti precedenti, avvalorando in tal modo l'unità della composizione. Il tema iniziale è ancora un chiaro richiamo a Bartók, con un ritmo di grande vivacità unito al ritorno della scrittura di stampo contrappuntistico del primo tempo.